# Ciclones tropicales en Malasia

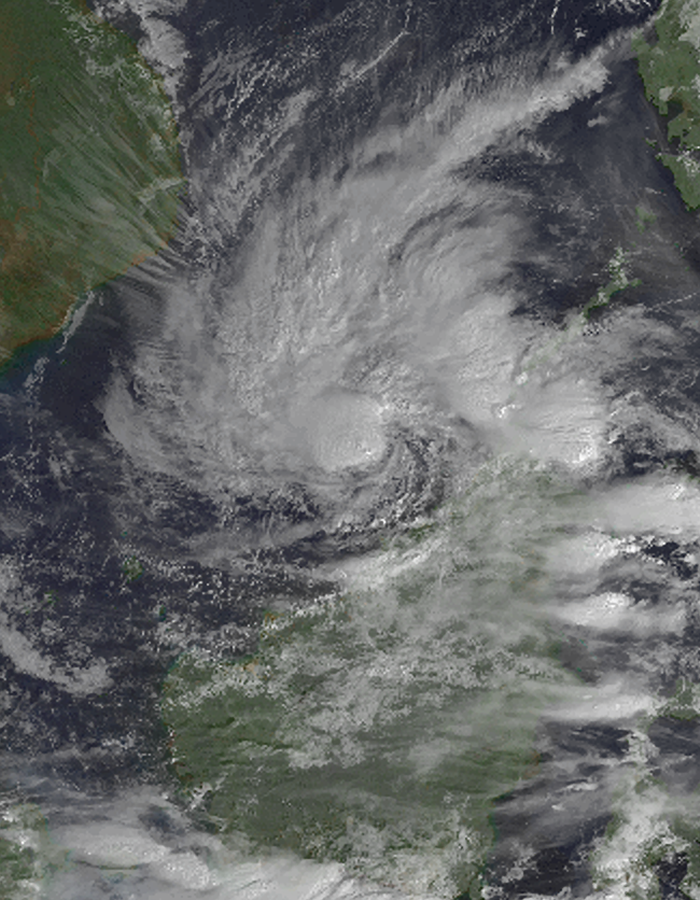
La depresión tropical Greg acercándose a Sabah en diciembre de 1996, uno de los dos ciclones conocidos que tocaron tierra en Malasia

Malasia es un estado que se encuentra en el sudeste asiático, ubicado al sur del Mar de China Meridional . Este mar divide dos regiones malayas: Malasia Peninsular, que se encuentra dentro de la Península Malaya, y Malasia Oriental, la cual se encuentra en la isla de Borneo .
Las probabilidades que ocurran ciclones tropicales en esta parte del planeta son poco frecuentes ya que la latitud y la cercanía al ecuador, junto con la ausencia del efecto Coriolis . Sin embargo, ha habido en las últimas décadas tormentas que al país, estos ciclones suelen surgir en el Mar de China Meridional o en el Mar de Filipinas . Esto demostraría que hasta ahora solo dos ciclones han tocado tierra en Malasia continental: Greg (1996) y Vamei (2001). Las tormentas que afectan esta zona suelen darse a finales de año, durante los meses de noviembre y diciembre.
A continuación se apreciaran todas las tormentas que han provocado daños al país malayo; que también incluiría áreas cercanas como la península de Malaca (que incluye el sur de Tailandia y el extremo sur de Myanmar ), Singapur, Brunéi o Borneo .

## Lista de ciclones
- 2 de noviembre de 1989: el tifón Gay afectó la parte norte de Malasia peninsular . El tifón tocó tierra en el sur de Tailandia como un tifón equivalente a la Categoría 3 al día siguiente.
- 26 de diciembre de 1996: la depresión tropical Greg se desplazó sobre el estado de Sabah . Las inundaciones repentinas causaron muchos deslizamientos de tierra en el estado, matando a un total de 238 personas, lo que la convirtió en la tormenta más mortífera que afectó a Malasia . La mayoría de estas muertes provinieron de la ciudad de Kota Kinabalu .[1]
- 12 de diciembre de 1998: la tormenta tropical Gil se acerca a la parte norte de Malasia peninsular .
- 6 de enero de 1999: la depresión tropical Hilda provocó fuertes lluvias en el estado de Sabah. La lluvia provocó inundaciones y deslizamientos de tierra, lo que provocó la muerte de cinco personas y daños por alrededor de 15 millones de MYR (US $ 1,3 millones).[2][3]
- 27 de diciembre de 2001: la tormenta tropical Vamei tocó tierra en el extremo sureste de Malasia peninsular, al noreste de Singapur . Las precipitaciones llegaron a más de 200 milímetros (8 en) en Senai . Un deslizamiento de tierra también mató a cinco personas en total.
- 25 de noviembre de 2004: la tormenta tropical Muifa provocó fuertes lluvias en gran parte de Malasia peninsular, ya que tocó tierra justo al norte.
- 27 de junio de 2006: a pesar de no estar cerca del país, las bandas de lluvia exteriores de la tormenta tropical Jelawat atrajeron la humedad que provocó fuertes lluvias en el este de Malasia, matando a 7 personas. La ciudad de Kampung Bundu en Sabah experimentó una lluvia de 8,6 pulgadas (220 mm), lo que lo convierte en el ciclón tropical más húmedo que ha experimentado Malasia.[4]
- 1 de noviembre de 2010: una depresión tropical, que luego se convirtió en ciclón Jal, se desplazó sobre la península malaya y provocó fuertes lluvias. El sistema contribuyó a los daños adicionales de las inundaciones de 2010 en el norte de Malasia .
- 9 de enero de 2013: la tormenta tropical Sonamu se acercó a la costa del estado de Sarawak y trajo lluvias ligeras. Se dice que la tormenta provocó un pánico sin precedentes entre los residentes que viven en las zonas costeras de la Península Malaya debido a una pronunciación similar a la del tsunami .[5]
- 19 de noviembre de 2013: una depresión tropical que se convertiría en el ciclón Lehar se movió sobre la parte norte de la península malaya .
- 6 de noviembre de 2017: la depresión tropical 29W serpenteó sobre la península de Malaca y trajo lluvias inusualmente fuertes que mataron a 7 personas.[6]
- 20 de noviembre de 2018: la depresión tropical Toraji tocó tierra en la península de Malaca antes de disiparse.[7]
- 3 de enero de 2019: la tormenta tropical Pabuk afectó la región occidental de Malasia a pesar de tocar tierra en el sur de Tailandia . Una persona murió a causa de la tormenta cuando se ahogó debido a las inundaciones.[8]
- 17 de diciembre de 2021: la depresión tropical 29W tocó tierra en el estado de Pahang en Malasia peninsular .